# Франц Альбрехт Саксен-Лауэнбургский
Франц Альбрехт Саксен-Лауэнбургский (нем. Franz Albrecht von Sachsen-Lauenburg; 31 октября 1598 — 10 июня 1642, Швайдниц) — принц Саксен-Лауэнбургский, фельдмаршал имперской и саксонской армий. В Тридцатилетнюю войну сражался попеременно за обе воюющие стороны.

## Биография
Франц Альбрехт — сын герцога Франца II Саксен-Лауэнбургского и его второй супруги принцессы Марии, дочери герцога Юлия Брауншвейг-Вольфенбюттельского. О первых годах жизни Франца Альбрехта имеется лишь скудная информация. Он состоял на военной службе в шведской, затем в пфальцской армии и воевал в Богемии. Позднее Франц Альбрехт проживал при дворе герцога Фридриха Ульриха Брауншвейг-Вольфенбюттельского, где в 1623 году вступил в любовные отношения с его супругой Анной Софией. Их роман раскрылся после обнаружения компрометирующей переписки, что привело к разводу герцогской четы Брауншвейга.
В 1625 году Франц Альбрехт поступил на службу в имперскую армию, командовал кавалерией под началом Валленштейна при взятии Галле. Валленштейн поручал Францу Альбрехту дипломатические миссии при дворе курфюрста Саксонии. 17 августа 1631 года император присвоил принцу звание генерал-фельдвахтмейстера. 
Незадолго до битвы при Лютцене Франц Альбрехт перешёл на сторону протестантов к шведам. Считается, что он находился рядом с королём Густавом II Адольфом, когда тот погиб, и некоторое время его подозревали в том, что это он предательски застрелил шведского короля. Поэтому вскоре после этого Франц Альбрехт поступил на службу в саксонскую армию в звании генерал-фельдмаршала (24 ноября 1632), в этом статусе вёл переговоры с графом Матиасом Галласом о перемирии в Силезии и примирении курфюрста Саксонии с Валленштейном. 
В феврале 1634 года Валленштейн отправил Франца Альбрехта в Регенсбург на тайные переговоры с герцогом Бернхардом Саксен-Веймарским. На пути обратно принц был схвачен сторонниками императора и препровождён в Вену. Обвинённый в соучастии в интригах Валленштейна против императора Фердинанда II, он вместе с братом, полковником имперской армии Юлием Генрихом Саксен-Лауэнбургским, был арестован и помещён в тюрьму. Вышел на свободу в августе 1635 года.
В 1637—1640 годах Франц Альбрехт конфликтовал с герцогом Адольфом Фридрихом Мекленбург-Шверинским. 
21 февраля 1640 года Франц Альбрехт женился на Кристине Маргарите, дочери Иоганна Альбрехта Мекленбург-Гюстровского, и в том же году получил от императора Фердинанда III ленное владение Пиннеберг. 
22 февраля 1641 года получил чин фельдмаршала имперской армии и сменил Ганса Георга Арнима на посту командующего имперскими войсками в Верхней Лужице. 
В январе 1642 года Франц Альбрехт командовал корпусом под началом Леопольда Вильгельма и участвовал в освобождении Силезии от шведов. В бою с генералом Торстенсоном под Швайдницем получил тяжёлое ранение и попал в плен, где вскоре умер.